# Bryang Kayo
Pour les articles homonymes, voir Kayo.
Bryang Kayo né le 27 juillet 2002 à Poolesville dans le Maryland, est un joueur américain de soccer qui joue au poste de milieu de terrain à l'OH Louvain.

## Biographie

### En sélection
Avec les moins de 17 ans, il participe au championnat de la CONCACAF des moins de 17 ans en 2019. Les joueurs américains s'inclinent en finale face au Mexique.

## Palmarès
États-Unis -17 ans
- Finaliste du championnat de la CONCACAF des moins de 17 ans en 2019